# Steinkreuz bei Großhöbing

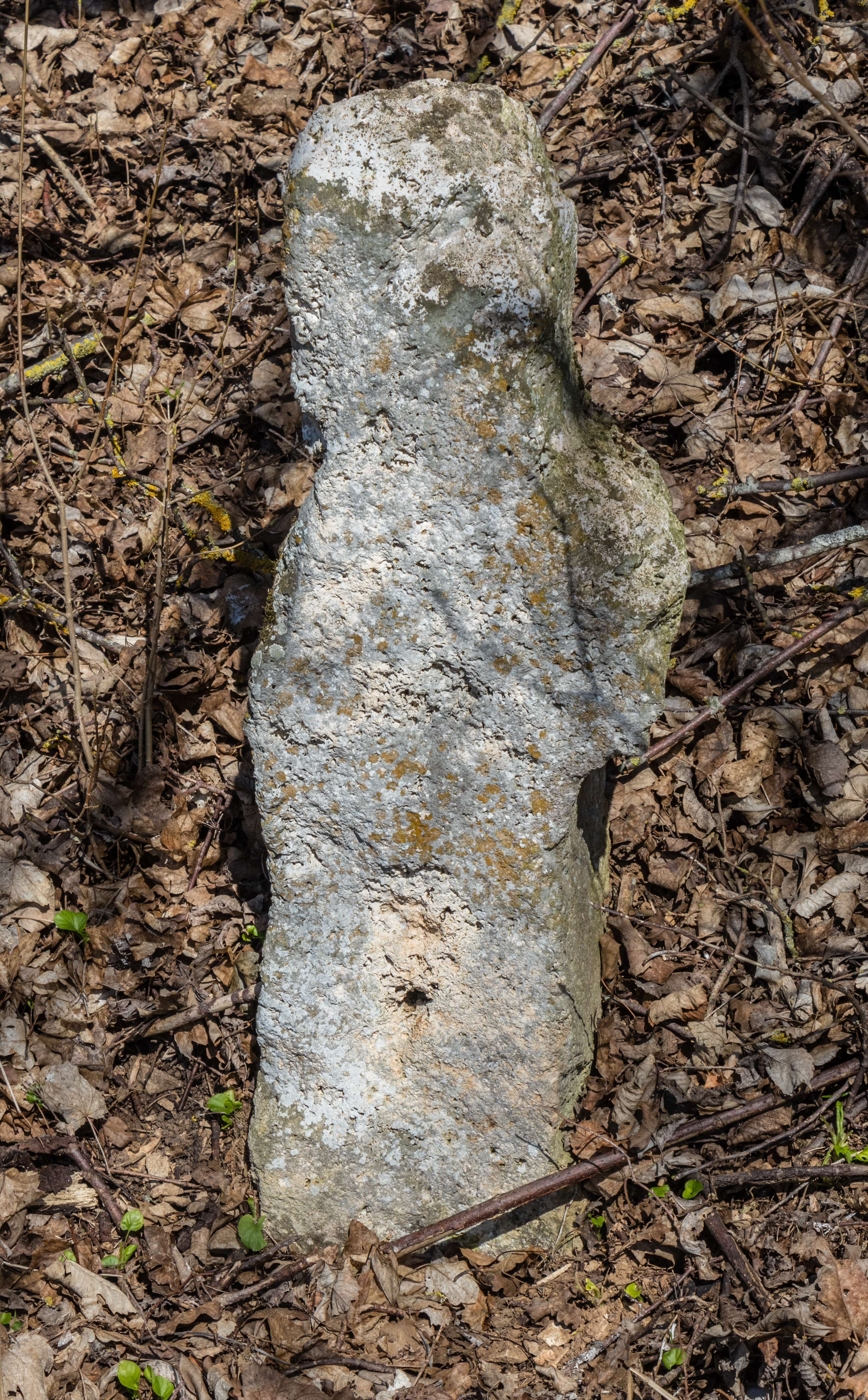
Kreuzstein bei Großhöbing

Das Steinkreuz bei Großhöbing ist ein historisches Sühnekreuz bei Großhöbing, einem Gemeindeteil des mittelfränkischen Stadt Greding in Bayern.
Das Steinkreuz besteht aus Kalkstein, ist stark verwittert und hat die Abmessungen 81 × 30 × 22 cm. Der linke Arm ist abgebrochen und der rechte Arm ist stark verkürzt.
Heute (2020) steht es an einer Böschung an der Staatsstraße 2227 und wurde beim Ausbau der A9 hierher versetzt.
Über die Entstehung und Sagen ist nichts bekannt.